# Kosoworotka

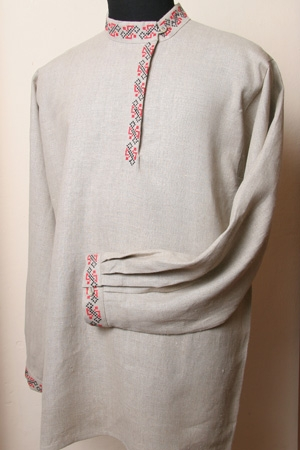
Koszula kosoworotka (eksponat muzealny)

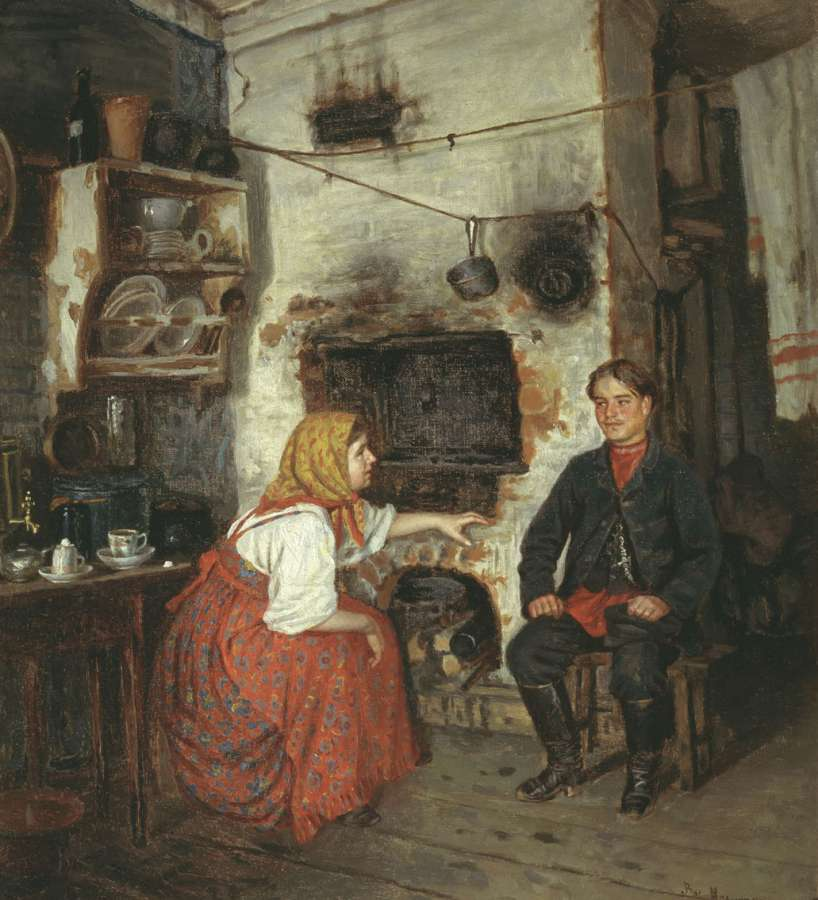
Młodzieniec w kosoworotce i kamizelce; obraz olejny Wasilija Małyszewa (ur. 1843), Narodowe Muzeum Sztuki Republiki Sacha w Jakucku

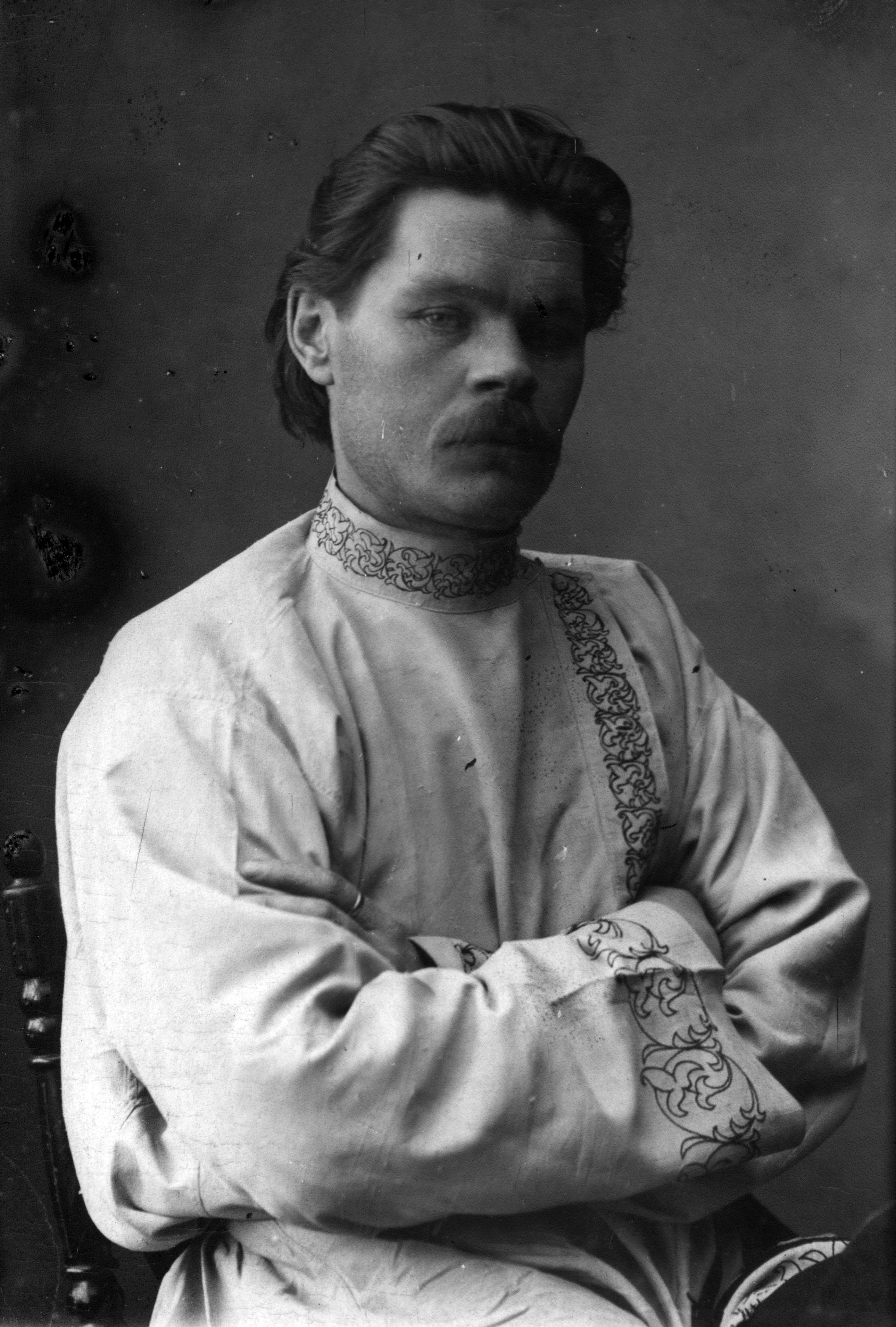
Maksym Gorki w białej kosoworotce

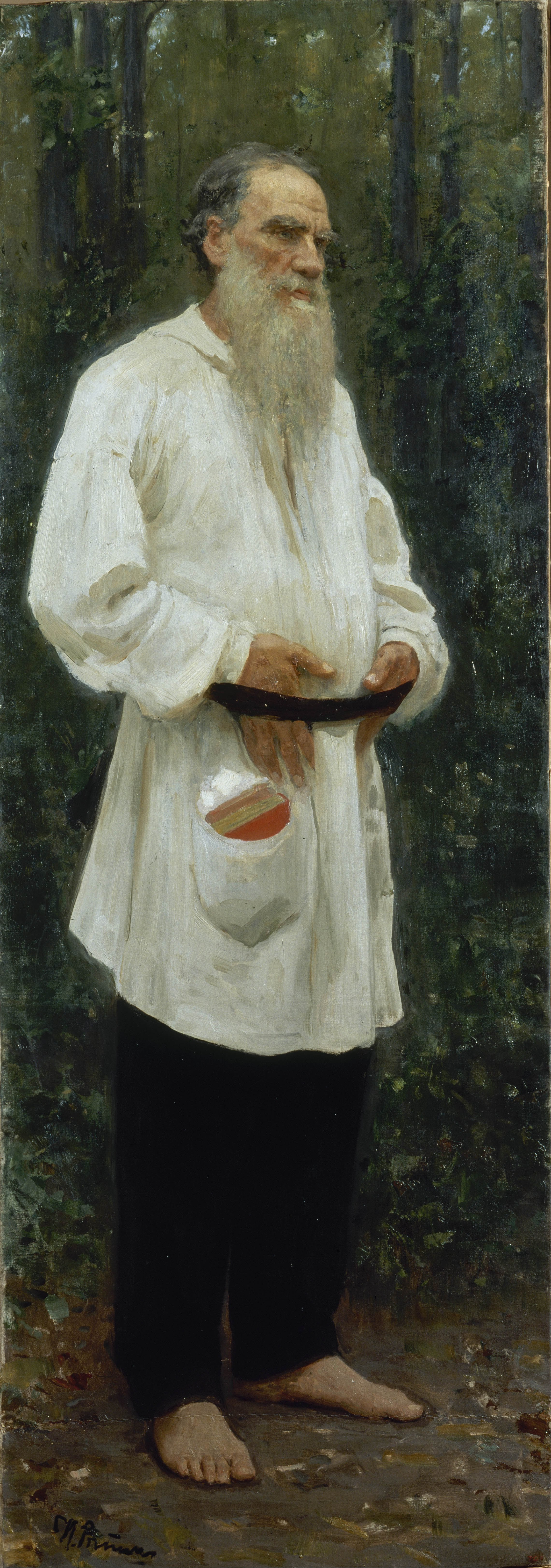
Ilia Riepin, Portret Lwa Tołstoja w „tołstojówce” (j. ros. толстовка = tołstowka) – koszuli podobnej do kosoworotki

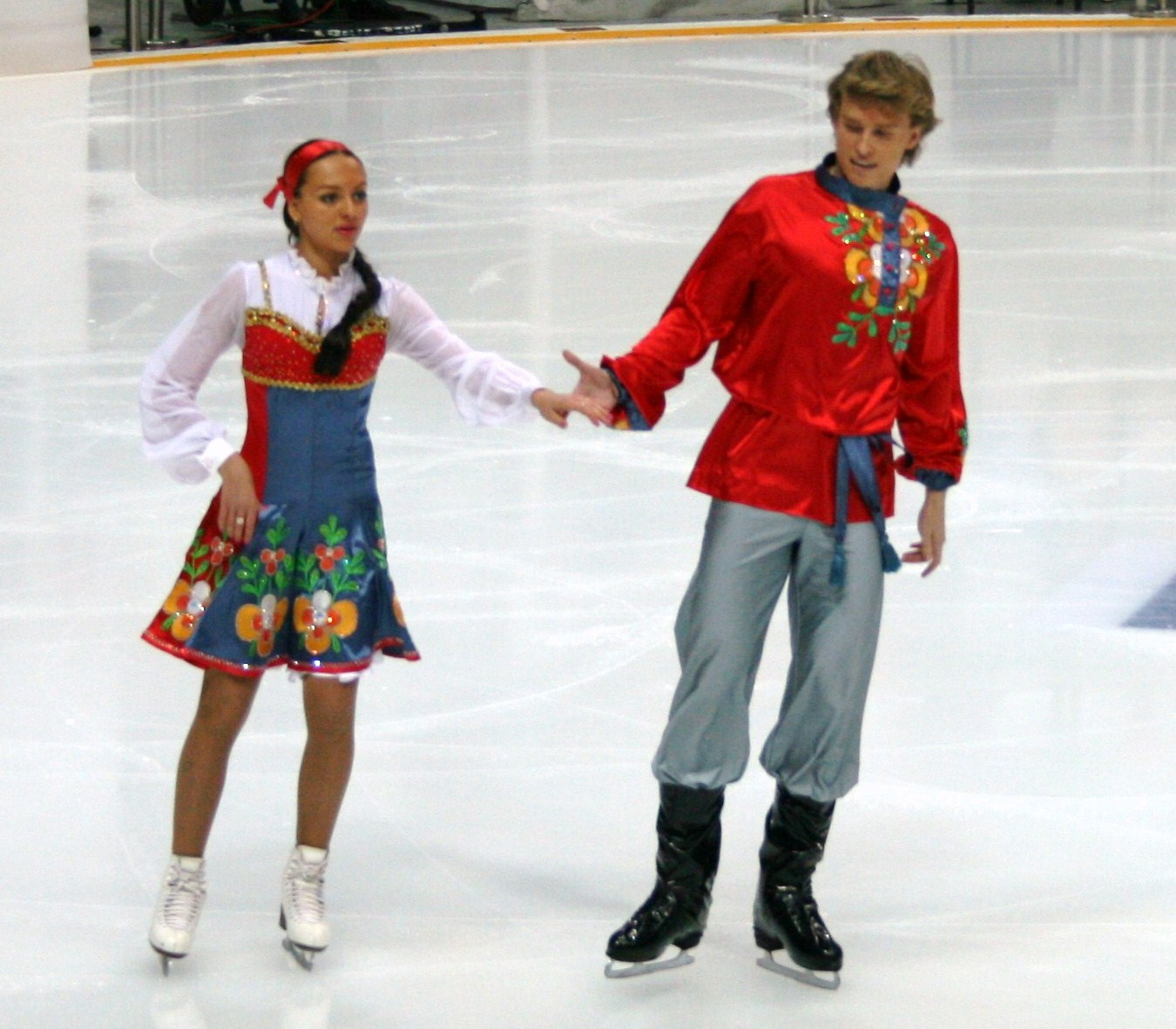
Kosoworotka jako element stroju łyżwiarza figurowego

Kosoworotka – tradycyjna rosyjska, prosta i długa koszula męska z kołnierzem-stójką, rozcięciem po lewej stronie oraz długimi rękawami, noszona na wierzch spodni i przewiązywana paskiem w pasie.

## Historia
Kosoworotka pojawiła się jako element ubioru po najeździe Mongołów lub dopiero w XV wieku i rozprzestrzeniła wśród Rosjan w okresie ich izolacji od dwóch innych ludów wschodniosłowiańskich. 
Kosoworotka była bardzo popularna w XIX wieku i na początku XX wieku. W obwodzie niżnonowogrodzkim mężczyźni nosili kosoworotkę aż do lat 40. XX wieku.
Współcześnie kosoworotka jest najczęściej kojarzona z rosyjskimi chłopami. Szerszej publiczności jest znana z rosyjskich baśni, kreskówek i filmów.

## Opis kroju
Kosoworotka była tradycyjną rosyjską koszulą noszoną przez mężczyzn. Miała prosty krój. Rozcięcie było umiejscowione asymetrycznie po lewej stronie klatki piersiowej. Kołnierzyk miał formę niewysokiej stójki, zapinanej po lewej stronie. Wraz ze spodniami stanowiła nieodłączny element stroju ludowego. 
Kosworotka z rozcięciem i zapięciem po lewej stronie była powszechna, podczas gdy kosoworotka z rozcięciem i zapięciem po prawej stronie występowała jedynie lokalnie. Według Dmitrija Lichaczowa położenie rozcięcia i zapięcia po lewej stronie w kosoworotce, będącej pierwotnie koszulą ludu pracującego, zamiast na środku, miało znaczenie praktyczne, gdyż zapobiegało wypadaniu na wierzch, podczas pracy wymagającej schylania się i wyprostowania, krzyża noszonego na łańcuszku bezpośrednio na ciele.
Z wyglądu kosoworotka przypominała tunikę. Czasami długością dosięgała kolan, ale częściej sięgała do (połowy) uda. Miała długie, proste, pełne, raczej szerokie rękawy. 
Kosoworotka stanowiła odmianę męskiej koszuli-rubaszki, zapinaną z boku, która z czasem wyparła z mody koszulę-rubaszkę starego fasonu.
Kosoworotki mogły być w różnych kolorach: na dni powszednie były szyte z tkanin o ciemniejszych barwach, zaś na dni odświętne były szyte z białej lub kolorowej tkaniny i koniecznie wyszywane na kołnierzu-stójce, rękawach i dolnej krawędzi.
Kosoworotki były szyte z bawełny, jedwabiu i wełny, zarówno utkanych w domu, jak i pochodzenia fabrycznego, a także lnu, płótna czy atłasu.
Koszula-kosoworotka jest noszona także współcześnie, ale w porównaniu do dawnej tradycyjnej jest szyta znacznie krótsza, na 65 do 70 cm długości, ma węższe rękawy, a po bokach są wstawiane kliny.

## Sposób noszenia
Do kosoworotki mężczyźni zakładali spodnie. Kosoworotka była zawsze noszona na wierzch spodni. Wpuszczenie kosoworotki w spodnie uważano za grzech. 
Obowiązkowo kosoworotka była przewiązywana paskiem w talii, często z pomponami, lub skórzanym pasem.
Krój i sposób jej noszenia był taki sam u starowierców, jak i prawosławnych. 
Na koszulę-kosoworotkę początkowo nakładano kaftan, a w XIX wieku wśród pracowników fabryk, rzemieślników i chłopów pojawiła się moda na nakładanie kamizelki. Charakterystyczny dla drugiej połowy XIX i początku XX wieku męski strój miejski składał się z kosoworotki przewiązanej paskiem i wypuszczonej na spodnie, które zostały wpuszczone w długie buty, oraz kamizelki lub marynarki typu europejskiego.